# Товариство бувших вояків Армії УНР у Франції
Товари́ство бу́вших Воякі́в А́рмії УНР у Фра́нції — комбатантська організація, заснована 1927 в Парижі для плекання традицій збройної боротьби за українську державність.
1939 року Товариство мало 22 філії в українських скупченнях у Франції (після 1945 — 12) і близько 1 000 членів. Товариство провадить культурно-освітню та зовнішньо-інформативну діяльність (до 1939 разом з Генеральною Радою Союзу Українських Еміграційних Організацій у Франції), співпрацює з офіц. французькою і українською федераціями комбатантів. 1961 р. Товариство розкололося на два однойменні товариства, які 1977 р. знову об'єдналися.
Серед інших діячів Товариства: генерал Олександр Удовиченко (довголітній голова), полковник П. Вержбицький, сотник В. Недайкаша, майор П. Василів, полковник М. Панасюк, хорунжий М. Ковальський, сотник В. Калініченко. У 1928-29 Товариство видавало журнал «Військова Справа», згодом «Бюлетень».